# Zizers
Zizers és un municipi del cantó dels Grisons (Suïssa), situat al districte de Landquart.

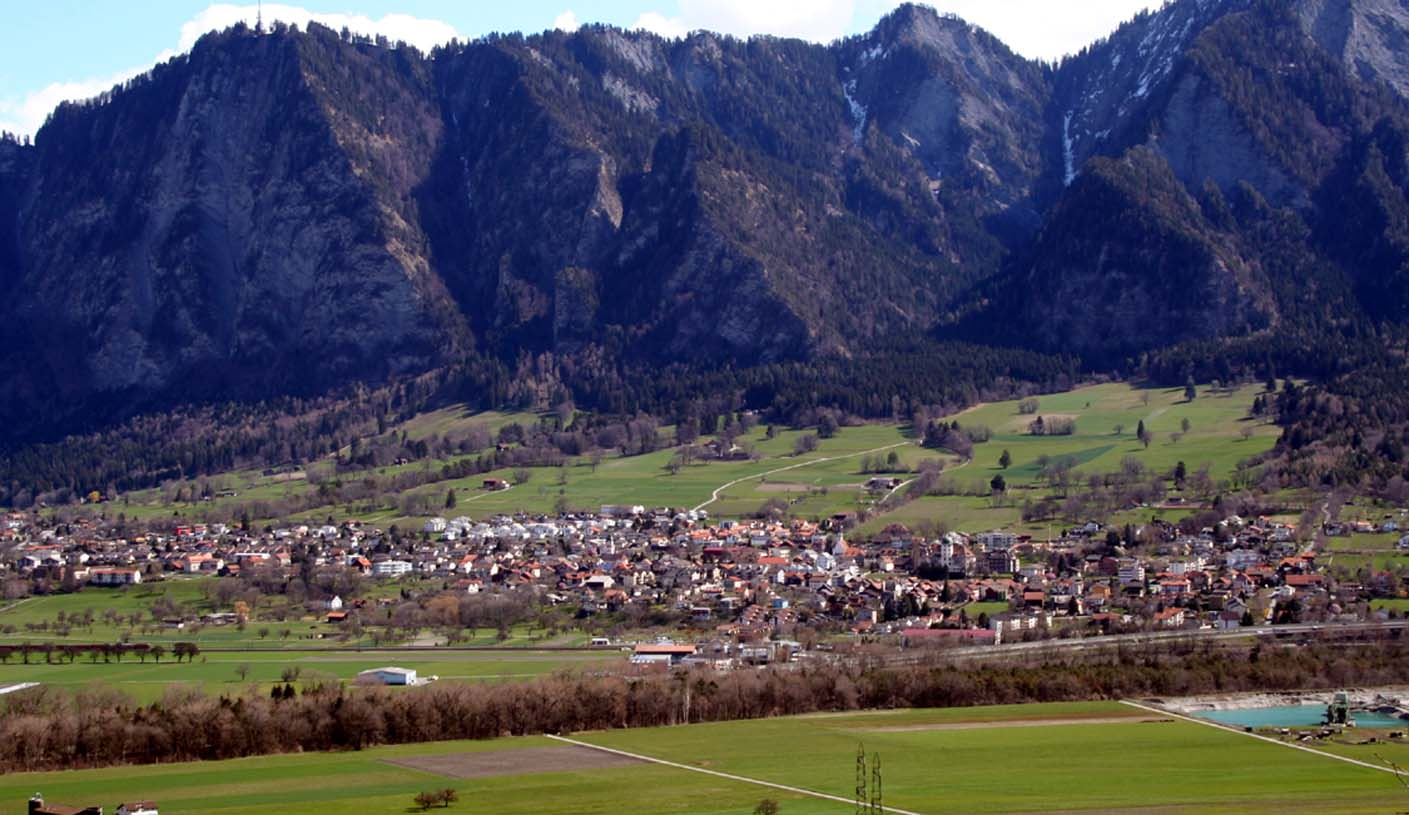
Vista general